# Tekniska högskolan vid Umeå universitet
Tekniska högskolan vid Umeå universitet, UmTH, bildades 1997 efter en omorganisation av den teknisk-naturvetenskapliga fakulteten vid Umeå universitet. Sedan dess har fakulteten organiserats om på nytt och benämningen Tekniska högskolan används inte längre som paraply för de tekniska utbildningarna vid fakulteten.